# ディスクアップ
ディスクアップは、2000年にサミーより発売されたパチスロ機。

## 概要
スピーカー性能を向上させ、縦80mm*横40mmの大型ドット表示機能を搭載した新筐体を使用した機種。この機種のヒットにより、以降サミーは付加機能を発展させた機種を多数輩出することとなる。
同社の名物キャラ「エイリやん」がこの機種にて初登場した。

## 仕様・特徴
本機種の特徴として、「アシストタイム」と「リプレイタイム」を統合発展させた「アシストリプレイタイム（AR）」を搭載。。これまで「出玉減少の救済措置」として扱われたこれらの機能に「通常時に出玉増加」という狙いを付加させた。
AR突入はビッグ終了後2分の1で突入。次回のビッグボーナス当選か規定ゲーム数の消化をもって終了する。継続ゲーム数は50・100・200・2000ゲームのいずれかで、それぞれにおいて継続演出が行われる。AR中はリプレイの高確率に加え、3択の15枚役が完全ナビゲートされる。そのため、徐々に出玉を増加させながら、遊技することが出来た。
ARを2000ゲーム完走した場合、期待純増枚数は約3000枚である。因みにARのゲーム数振り分けには設定差は無くそのため、低設定における確率の低さを利用して完走してしまう、という離れ業も可能であった。ツインBB搭載機
ノーマルビッグ：通常のビッグ。15枚役成立時は3択になる。平均400枚前後。攻略要素があり。
ハイパービッグ：AR中の当選時のみ。15枚役のナビが発生。平均600枚前後。
ARの搭載により出玉増加し、BIG→AR→ハイパーBIG→AR･･･といった連鎖も多い。
ノーマルビッグ時は中リールに特定箇所をビタ押しすることで、3択が2択となる。

## 後継機種
- ハイパーリミックス3
- ディスクアップオルタナティブ
- パチスロディスクアップ
- ディスクアップ2
- ディスクアップウルトラリミックス